# Vibrissaphora ailaonica
Leptobrachium ailaonicum là một loài lưỡng cư thuộc họ Megophryidae.
Đây là loài đặc hữu của Trung Quốc.
Môi trường sống tự nhiên của chúng là rừng ẩm vùng đất thấp nhiệt đới hoặc cận nhiệt đới và sông ngòi.
Chúng hiện đang bị đe dọa vì mất môi trường sống.